# Rajon Aksy
Der Rajon Aksy (kirgisisch Аксы району Aksy rajonu) ist ein Rajon im Oblus Dschalal-Abad, Kirgisistan. Seine Hauptstadt ist Kerben. Nach den Volkszählungsdaten von 2022 hatte der Rajon Aksy 138.534 Einwohner.

## Geographie
Der Rajon liegt in den nordöstlichen Ausläufern des Ferghanatals, begrenzt vom Tschatkalgebirge, der usbekischen Grenze, und im Osten vom Fluss Naryn. Administrativ grenzt er an den Rajon Ala-Buka und den Rajon Tschatkal im Westen, Usbekistan im Süden, den Rajon Toktogul im Norden und den Rajon Nooken im Osten. Nicht zum Rajon gehörend, obwohl größtenteils von ihm umschlossen, sind Schamaldysai und Tasch-Kömür.
Die Höhe über dem Meeresspiegel variiert von 500 m bis 1500 m im Tal und bis zu 4503 m im Gebirge. Der wichtigste Fluss ist der Naryn, der mehrfach aufgestaut wird. Im Rajon liegen die Kurpsai-, die Schamaldysai-, die Utschkorgon- und die Tasch-Kömür-Talsperre. Ein wichtiger natürlicher See ist der Sary-Tschelek. Daneben fließen zahlreiche kleinere Nebenflüsse des Naryn und deren Nebenflüsse durch den Rajon, darunter der Kara-Suu, der Awletim und der Akdschol.
Die durchschnittliche Lufttemperatur im Januar beträgt −3,9 °C im Talteil und −14 °C im Gebirge. Im Juli schwankt die durchschnittliche Lufttemperatur zwischen 24,7 °C im Tal und 8 °C in den Bergen. Die absolute minimale Lufttemperatur beträgt −42 °C. Der Durchschnitt der jährlichen absoluten maximalen Lufttemperatur beträgt über 38 °C. Die durchschnittliche jährliche Lufttemperatur beträgt 11,1 °C. Der durchschnittliche jährliche Niederschlag beträgt 300–500 mm im Talteil der Region und bis zu 1000 mm und mehr im Gebirge. Das tägliche Niederschlagsmaximum kann im Gebirgsteil mehr als 100 mm und im Tal 50–60 mm erreichen. Die durchschnittliche Höhe der Schneedecke im Winter beträgt im Talteil 10 cm, im Bergteil bis zu 180 cm. Die maximale Windgeschwindigkeit in der Region im flachen Teil beträgt 26,5 m/s, in den Bergen bis zu 40 m/s. Sek.

## Geschichte
Der Rajon wurde 1936 mit dem Namen Rajon Tasch-Kömür nach seiner damaligen Hauptstadt Tasch-Kömür gegründet. 1936 wurden Tasch-Kömür die Rechte einer kreisfreien Stadt verliehen, womit Tasch-Kömür aus dem Rajon ausgegliedert war. Der Sitz wurde nach Dschangy-Dschol verlegt und der Rajon entsprechend in Rajon Dschangy-Dschol umbenannt. 1958 wurde der Rajon Kerben aufgelöst und ging im Rajon Dschangy-Dschol auf. Der Verwaltungssitz wurde nach Kerben verlegt. Von 1963 bis 1969 gehörten die beiden Rajone Tschatkal und Ala-Buka zum Rajon Dschangy-Dschol. Den Namen Rajon Aksy erhielt der Rajon 1991.

## Landgemeinden
Der Rajon besteht aus 1 Stadt und 78 Dörfern in 11 Landgemeinden.
- Ak-Dschol
- Awletim
- Dschangy-Dschol
- Ak-Suu
- Kara-Dschygatsch
- Kaschka-Suu
- Ak-Dschol
- Mawlyanow
- Kysyl-Tuu
- Kara-Suu
- Dscherge-Tal
- Nasaralijew